# Lispoides abnorminervis
Lispoides abnorminervis är en tvåvingeart som först beskrevs av Stein 1911.  Lispoides abnorminervis ingår i släktet Lispoides och familjen husflugor. Inga underarter finns listade i Catalogue of Life.